# Bataille de Dupplin Moor
Deuxième guerre d'indépendance de l'Écosse
Batailles
À la bataille de Dupplin Moor le 11 août 1332, l’armée du prétendant Édouard Balliol et des « déshérités » (en anglais : disinherited), dirigée par Henri de Beaumont, vainc les forces écossaises, pourtant plus nombreuses.

## Contexte
Robert Bruce meurt en 1329, laissant à son fils David, âgé de cinq ans, la couronne d'Écosse. Profitant de cette minorité, Édouard Balliol, fils et héritier de Jean d'Écosse, prédécesseur de Robert Bruce sur le trône d'Écosse, regroupe les nobles écossais exilés qui veulent récupérer leurs biens confisqués après la bataille de Bannockburn, qui a mis fin à la première guerre d'indépendance de l'Écosse. Il bénécifie de l'aide discrète du roi d'Angleterre Édouard III. Balliol débarque sur la côte du Firth of Forth et se heurte aux forces des partisans des Bruce conduit par le régent Donald de Mar.

## Déroulement
Après avoir débarqué à Kinghorn, la petite armée de Balliol, renforcée d'éléments anglais, marche sur Dunfermline, puis en direction de Perth, en remontant la rive droite la rivière Earn. Le régent Donald de Mar dispose d'une force importante et a pris position sur les hauteurs de Dupplin Moor, situées sur l'autre rive. Une deuxième armée écossaise, menée par Patrick Dunbar, 9e comte de March, arrive également sur les arrières de Balliol.
Les forces de Balliol sont disproportionnées, mais Henri de Beaumont est un soldat d'expérience et réagit avec sang-froid et précision. Sans attendre le regroupement des deux armées, il décide de traverser la rivière Earn dans la nuit du 10 août et d'attaquer par surprise. L'armée du comte de Mar, trop confiante, se rend compte de son erreur à la pointe du jour. Mais toute l'armée de Beaumont a eu le temps de traverser et de prendre une position défensive au sommet d'une colline.
Beaumont utilise la tactique que les Anglais vont rendre célèbre lors de la guerre de Cent Ans, avec des chevaliers à pied au centre et des archers sur les ailes. Pris sous une meurtrière pluie de flèches, la plupart des soldats écossais n’atteignent pas la ligne ennemie et tombent dans une invraisemblable cohue. Les pertes écossaises sont très élevées. Quand le massacre fut finalement terminé, de nombreux nobles et environ 2 000 Écossais ont péri.

### Pertes écossaises
- Donald II de Mar, régent d'Écosse,
- Murdoch III, comte de Menteith,
- Thomas Randolph, 2e comte de Moray,
- Alexandre Fraser, chambellan,
- Robert II Keith, maréchal d'Écosse,
- Robert Bruce, seigneur de Liddesdale, fils illégitime du roi Robert Ier.

## Conséquences
Édouard Balliol se fait couronner roi d'Écosse, d’abord à Perth, puis à l’abbaye de Scone le 24 septembre. Dès novembre, il rend hommage au roi Édouard III d'Angleterre. Le parti Bruce envoie le jeune roi David en France pour assurer sa sécurité et se ressaisit : Balliol, qui n'a pas réussi à s'imposer à la majorité du pays, se réfugie en Angleterre où les troupes loyalistes le poursuivent. Cette intrusion sur le territoire anglais donne le prétexte qu'Édouard III attendait pour dénoncer la violation du traité de Northampton et d'envahir l'Écosse, initiant ainsi la deuxième guerre d'indépendance.
C'est également lors de cette bataille qu'apparaît pour la première fois le dispositif particulier de l'armée anglaise pour la guerre de Cent Ans. Édouard Balliol montre à Édouard III cette tactique lors de la bataille de Halidon Hill l'année suivante, lequel le réemploie ensuite lors de tous ses affrontements majeurs avec le roi de France, à commencer par la bataille de Crécy en 1346.